# El Faro, Chiapas
El Faro är en ort i Mexiko.   Den ligger i kommunen Salto de Agua och delstaten Chiapas, i den sydöstra delen av landet, 800 km öster om huvudstaden Mexico City. El Faro ligger 255 meter över havet och antalet invånare är 201.
Terrängen runt El Faro är varierad. Runt El Faro är det ganska tätbefolkat, med 54 invånare per kvadratkilometer. Närmaste större samhälle är Cuctiepa, 3,2 km väster om El Faro. Trakten runt El Faro består till största delen av jordbruksmark.